# Сёмрас
Сёмрас (устар. Чомрас) — река на востоке Виноградовского района Архангельской области, правый приток реки Юла (бассейн Пинеги). Длина реки составляет 37 км.
Сёмрас образуется слиянием рек Большой и Малый Сёмрас.
Высота устья — 110,8 м над уровнем моря.
В низовье на реке расположена изба Степинская и изба У Никифоровой.

## Притоки
- Паловой (правый)[4]
- Кокурый (правый)[4]
- Кривой (левый)[3]
- Большой Сёмрас (левый)[3]
- Малый Сёмрас (правый)[3]